# Discourse marker
Een discourse marker is een element binnen een talige uitdrukking dat commentaar geeft op de vorm van die uitdrukking, zonder informatie aan de inhoud toe te voegen. Discourse markers behoren over het algemeen niet tot een traditionele lexicale categorie.

## Geschiedenis van het concept
Discourse markers zijn, zoals de term suggereert, woordjes die het discours markeren. Dit betekent dat ze slechts in de belangstelling zijn gekomen naarmate de linguïstiek aandacht aan het discours ging besteden. Onder discours begrijpe men: de communicatieve interactie die eigen is aan taal, en die haar eigen semantische dynamiek bezit.
Traditioneel bestaat de semantiek uit ofwel een componentiële analyse van de bestanddelen van een uiting, in het geval van zinssemantiek, ofwel uit een beschrijvende analyse van woorden in isolatie, in het geval van lexicale semantiek. In die benadering wordt betekenis echter in een soort geïdealiseerd vacuüm beschouwd; in reële communicatie, dat wil zeggen, daadwerkelijke talige interactie tussen mensen, is echter een immense hoeveelheid persoonlijke evaluatie aanwezig. De discoursanalyse, die steeds van echt, geregistreerd taalgebruik uitgaat, is georiënteerd naar die achterliggende persoonlijke en institutionele context. Ten gevolge van die belangstelling is men zich gaan toespitsen op elementen die sprekers aan hun discours toevoegen om hun persoonlijke attitude tot uitdrukking te brengen. In vele gevallen betreft het woorden die in isolatie een duidelijke lexicale betekenis bezitten.
Onderzoek naar grammaticalisatie wijst uit dat het verschijnen van discourse markers een gevolg is van, of gepaard gaat met, een toenemende subjectificatie van het discours.

## Discourse markers versus attitudinelezinsdelen
Zeer dikwijls is het onderzoek naar discourse markers toegespitst op zogenaamde content disjuncts, of attitudinal disjuncts, naargelang van de grammatica waarop men zich stoelt. Daar het gros van het onderzoek tot nog toe in het Engels en over het Engels is geschied, besteedt men bijzondere aandacht aan deze categorie van wat men in het Engels adverbials noemt. Dit is een functionele term; men dient adverbial geenszins met adverb te verwarren, vermits zeker niet alle adverbials ook daadwerkelijk bijwoorden zijn. Het zinsdeel disjunct kan zelfs de vorm van een hele bijzin aannemen: volgens Quirk et al. (1972:513) is deze hele bijzin een attitudinal disjunct:
- What is even more remarkable, he manages to inspire confidence in the most suspicious people.

(Hetgeen nog verwonderlijker is, hij slaagt erin bij de achterdochtigste mensen vertrouwen op te wekken.)
Wanneer een zinsdeel louter de persoonlijke mening van de spreker uitdrukt, die daarenboven signaleert dat hij/zij eigen commentaar toevoegt, spreekt men van style disjuncts. Dit zijn, althans volgens sommige analyses, géén discourse markers, omdat zij, op semantisch niveau, van de eraan vastgehechte zin kunnen worden afgescheiden en in feite afzonderlijke zinnen zijn:
- Eerlijk gezegd, ik geloof er niet meer in.

De eerste zin is een beknopte vorm van Ik zal nu eens iets eerlijks vertellen; pas daarna komt de eigenlijke mededeling. Bij een attitudinele disjunct verbindt de spreker zijn/haar opinie daarentegen met de inhoud van de zin (de zogenaamde propositie):
- Gelukkig waren er geen gewonden.

Hier is duidelijk, dat het feit dat er geen gewonden waren voor de spreker positief is; de propositie is zodoende met een persoonlijke evaluatie behept. Deze persoonlijke inkleuring van het gezegde komt al dichter bij de discourse marker.

### Cognitieve argumenten
De moeilijkheid te bepalen wat een discourse marker is, ligt mede aan het feit dat, zowel bij bijwoordelijke bepalingen die een opinie uitdrukken als bij bijwoordelijke bepalingen die de propositie in twijfel trekken, een persoonlijke evaluatie van de spreker aanwezig is. Teneinde als discourse marker in aanmerking te kunnen komen, moet een element de waarde van een uiting modificeren.
- Begrijpelijkerwijze sprak men op het kerkhof erg zachtjes.

Hier kan men discussiëren over de vraag of ik dit begrijpelijk vind, dan wel of het zacht spreken überhaupt iets begrijpelijks is. Neigt men meer naar het laatste, dan is het element begrijpelijkerwijze veeleer in gebruik als discourse marker. Het fenomeen is nog veel controversiëler in het Engels, dat veelvuldig van simpele bijwoorden gebruikmaakt om een dergelijke evaluatie uit te drukken, in dit geval understandably, dat moeilijk van understandably als bijwoord te onderscheiden valt (men sprak begrijpelijk). Het Engels lijkt ook een veel sterkere tendens tot markering van het discours dan het Nederlands te vertonen. Het bijwoord eigenlijk schijnt echter wel thans meer in zijn evaluatieve dan oorspronkelijke betekenis gebruikt te worden (zoals in eigenlijk als tegengestelde van oneigenlijk).

### Syntactische argumenten
Discourse markers staan volledig los van de zin die ze begeleiden, ook al zijn ze er orthografisch aan vastgehecht. Ze kunnen niet worden geïncorporeerd in de zinssemantiek van de zin die ze evalueren. Vergelijk:
- Schandalig, ze antwoorden niet wanneer ik hun iets vraag.
- *Ze antwoorden niet schandalig wanneer ik hun iets vraag.
- *Schandalig antwoorden ze niet wanneer ik hun iets vraag.

Schandalig betekent hier in feite:
- Ze antwoorden niet wanneer ik hun iets vraag, en dat acht ik schandalig.

Wat het uiteraard niet betekent, is:
- De wijze waarop zij mij niet antwoorden, is een schandalige.

Zodus: een discourse marker is een elliptische, afzonderlijke zin (voor een tegenovergestelde mening, zie Jucker & Ziv 1998). Op syntactisch niveau staat een discourse marker evenwel op zichzelf, ofschoon hij semantisch gezien nauw met de eraan vasthangende zin verbonden is.

## Grammaticalisatie vanuit bijwoordelijke bepalingen
Discourse markers zijn geëvolueerd uit bijwoordelijke bepalingen, aldus Traugott (1999). Grammaticalisatie houdt in dat een element zijn lexicale betekenis verliest en een grammaticale functie aanneemt; zodoende betekent in feite in
- In feite is dit een heerlijk stuk chocolade.

dat ik, als spreker, er misschien vroeger enigszins aan twijfelde, doch thans vaststel dat deze chocolade heerlijk is. In een vroeger taalstadium betekende het echter iets als:
- Het is een feit dat dit een heerlijk stuk chocolade is; dit werd namelijk uitvoerig door deskundigen getest, en de hypothese is bevestigd.

Dat deze tweede, minder typische interpretatie met enige moeite nog steeds mogelijk is, is voor Traugott een argument dat discourse markers niet zozeer verarmen, maar net extra betekenissen opnemen, wat zij pragmatische versterking noemt. In die optiek zijn discourse markers het resultaat van een neiging tot sterkere subjectiviteit, zodat hun betekenis, die aanvankelijk met de propositionele inhoud verbonden was, als het ware „los komt“. De elementjes gehoorzamen dientengevolge de regels van de syntaxis minder strak, en hun positie binnen de zin wordt vrijer:
- Eerlijk gezegd geloof ik er niet meer in.
- Eerlijk gezegd, ik geloof er niet meer in.
- Ik geloof er eerlijk gezegd niet meer in.
- Ik geloof er niet meer in, eerlijk gezegd.
- Ik, eerlijk gezegd, geloof er niet meer in.

Typisch voor discourse markers is dat zij vooraan staan, omdat zij verbanden met het voorgaande discours scheppen, maar vele verschillende 
posities zijn mogelijk. Fonologisch gezien worden zij door een afzonderlijke intonatiegroep gekenmerkt, hetgeen een verder bewijs voor hun onafhankelijkheid levert. In geen van deze zinnen maakt eerlijk gezegd deel van de zinssemantiek uit:
- Hoe geloof jij er niet meer in?
- *Eerlijk gezegd.

## Samenvatting
Discourse markers zijn moeilijk te beschrijven, net omdat ze zo polyvalent zijn en een hoogst subjectief karakter hebben. Sommige linguïsten rekenen ook vocatieven tot de discourse markers (cf. Fraser 1988): ook deze elementen staan los van de zinssemantiek en -syntaxis, en vormen afzonderlijke intonatiegroepen. Daarenboven is het onderscheid tussen discourse markers en subjectieve commentaar op de propositie vaak moeilijk te maken. Het blijft echter steeds een feit dat discourse markers geen grammaticale categorie vormen - ze zijn uit vermoedelijk alle grammaticale categorieën afkomstig -, terwijl ze wel degelijk onderdeel van de grammatica van een taal uitmaken, daar ze, vergelijkbaar met affices op morfologisch niveau, de betekenis van een zin modificeren. Als rode draad door deze vage groep elementen geldt hun onbetwistbaar pragmatische functie.